# Кобра (фільм)
«Кобра» (англ. Cobra) — американський бойовик 1986 року.

## Сюжет
Лос-Анджелес оповитий страхом. У місті орудує маніяк, який нещадно вбиває усіх. Але завдяки свідченням випадкового свідка, слідству стає відомо, що за всім цим стоїть не одна людина, а ціла група безжальних фанатиків. Банда прагнє змусити замовкнути назавжди єдиного свідка. На захист дівчини встає крутий поліцейський, практикуючий нестандартні методи ведення слідства.

## У ролях
- Сільвестр Сталлоне — лейтенант Маріон «Кобра» Кобретті
- Бриджит Нільсен — Інгрід
- Рені Сантоні — сержант Гонзалес
- Ендрю Робінсон — детектив Монте
- Брайан Томпсон — Нічний Тесак
- Джон Херцфелд — Чо
- Лі Гарлінгтон — Ненсі Сталк
- Арт ЛаФлер — капітан Сірс
- Марко Родрігес — вбивця у супермаркеті
- Росс Ст. Філіп — охоронець
- Вел Ейвері — шеф Холлівелл
- Девід Раш — Ден
- Джон Гоук — Low Rider
- Нік Анготті — Продскі
- Ніна Аксельрод — офіціантка
- Джо Бонні — поліцейський 1

## Цікаві факти
- Сталлоне використав деякі ідеї зі сценарію до фільму «Поліцейський з Беверлі-Хіллз» (1984).
- Фільм лише частково заснований на романі Поли Гослінг «Чесна гра», оскільки, за словами Сталлоне, для бойовика, у книзі було обмаль дії.
- Фільм дуже негативно прийняли критики, але широка публіка була в захваті. Фільм був вражаюче популярний у пострадянського глядача, плакати з «Кобри» і знамениті окуляри увійшли в ужиток.
- Сталлоне особисто наполіг на тому, щоб головну жіночу роль зіграла Бриджит Нільсен. Він же наполіг на кандидатурі Джорджа Пана Косматоса як режисера.
- Автомобіль, на якому роз'їжджає головний герой — Mercury Monterey Coupe 1950, належав Сильвестру Сталлоне.
- У фільмі 52 трупа.
- У прем'єрний вік-енд картина зібрала 12,6 мільйонів доларів, що стало найуспішнішою прем'єрою студії «Warner Brothers» на той час.
- Планувалося продовження, але проект так і не був втілений в життя.
- У той час Нільсен і Сталлоне були подружжям.
- Автомат в руках Кобри — це фінський Jatimatic.
- В американській комедії «Поліцейський з Беверлі-Хіллз 2» (1987) в квартирі детектива Вільяма Роузвуда на стіні висить постер фільму.